# Jastrzębik (wieś)

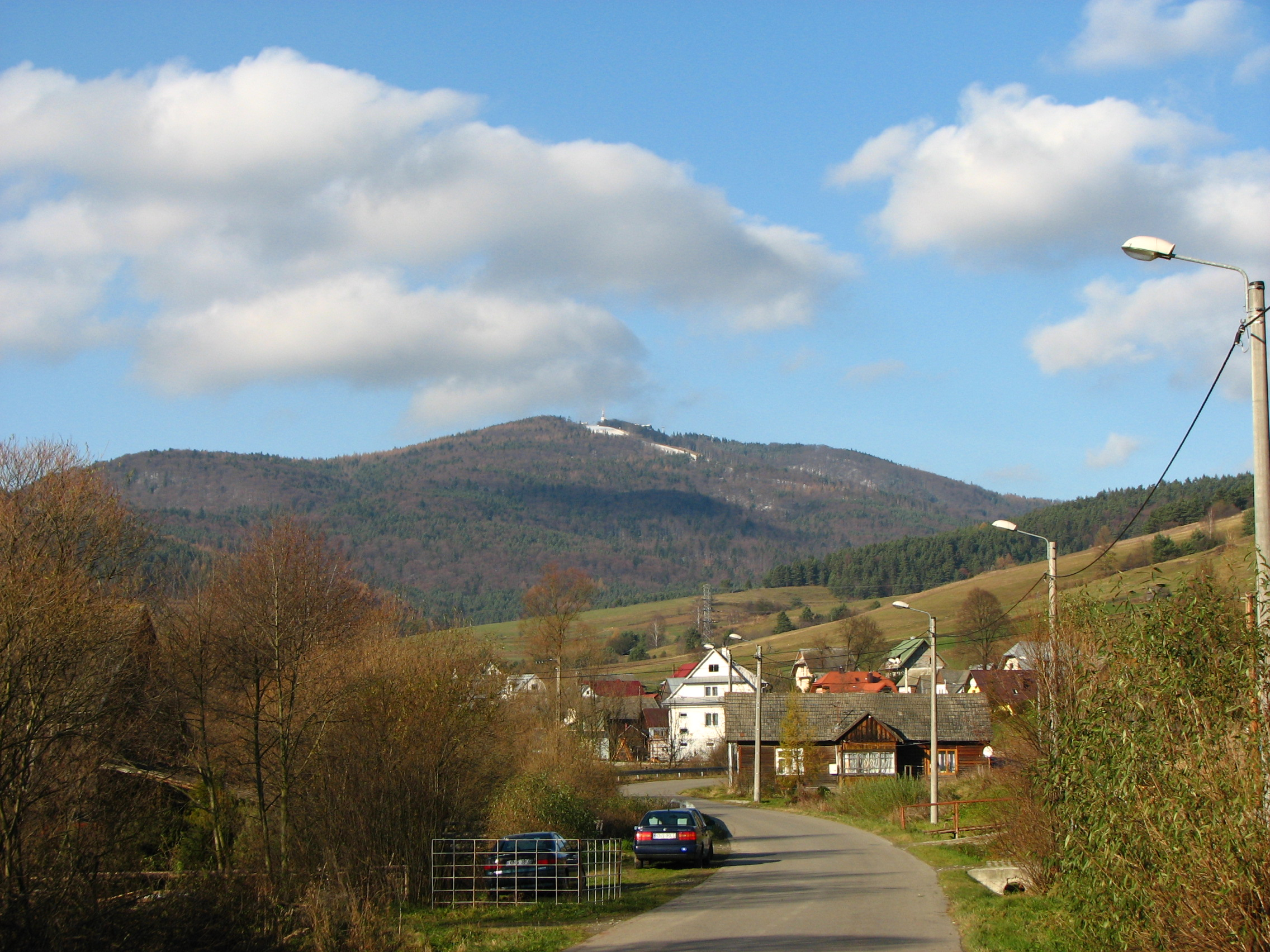
Widok na Jaworzynę ze wsi Jastrzębik

Jastrzębik (j. łemkowski Астрябик) – wieś w Polsce położona w województwie małopolskim, w powiecie nowosądeckim, w gminie Muszyna. W latach 1975–1998 miejscowość administracyjnie należała do województwa nowosądeckiego.

## Położenie
Wieś położona jest na wysokości ok. 550 m n.p.m. nad potokiem Jastrzębik i na dwóch grzbietach Jaworzyny (1114 m); od wschodniej strony jest to grzbiet z wierzchołkami Bystry Wierch, Palenica, Szczawna Góra, Smreczyny i Jastrzębska Góra, od zachodniej grzbiet Zarubów. Dojazd od Muszyny i od Złockiego.

## Historia
Lokowana na prawie wołoskim w 1577 roku przez bpa Piotra Myszkowskiego, przywilejem nadanym Piotrowi Tyliszczakowi z Krynicy. Początkowo mieszkańcami Jastrzębika byli Wołosi, z czasem doszli również Rusini. Ludność ta była wyznania greckokatolickiego.
Parafię tegoż wyznania uposażył bp Piotr Gembicki w 1651 roku.

## Zabytki
Obiekt wpisany do rejestru zabytków nieruchomych województwa małopolskiego.
- Cerkiew pw. św. Łukasza, obecnie kościół filialny, otoczenie.
Cerkiew zbudowana w pierwszej połowie XIX wieku, kilkakrotnie przebudowywana z wykorzystaniem fragmentów dawnej świątyni. Drewniana, konstrukcji zrębowej, trójdzielna, jednonawowa. Dachy nad nawą i prezbiterium łamane, nad babińcem siodełkowate, zwieńczone baniastymi wieżyczkami ze ślepymi latarniami. We wnętrzu polichromia ornamentalna z 1861 roku, ikonostas barokowo-klasycystyczny z XIX wieku. Wpływów bizantyjskich możemy się doszukać w siedmiu ikonach Deesis z apostołami z XVI w., które znajdują się na parapecie chóru. Obecnie cerkiew pełni funkcję kościoła rzymskokatolickiego.

## Demografia
Ludność według spisów powszechnych z 2009 roku.
| Rok    | 1900 | 1921 | 1931 | 2002 |
| Liczba | 74   | 79   | 87   | 80   |

| Zwierzęta | Konie | Bydło | Owce | Świnie |
| Liczba    | 19    | 326   | 148  | 48     |

## Atrakcje geoturystyczne
- W dolinie Jastrzębika występują źródła wody mineralnej, reprezentujące szczawy o niewielkiej wydajności. Jednym z nich jest Źródło św. Łukasza
- Unikatem w skali karpackiej jest występowanie suchej ekshalacji gazowej (94,4% dwutlenku węgla; 3% metanu; 2,8% azotu i 0,5% tlenu). Objawia się to zjawisko jako niewyraźne pęknięcia terenu, wokół którego można zauważyć uduszone owady i ptaki. W zimie miejsca takie znaczą bezśnieżne „placki” na polach.
- Występują tu także mofety – ekshalacje wulkaniczne o temperaturze poniżej 100 °C, wydobywające się z dna potoku wraz z wodami zmineralizowanymi. Mofety te zostały uznane za pomnik przyrody nieożywionej, a wokół nich, w roku 2005, staraniem naukowców z Wydziału Geologii, Geofizyki i Ochrony Środowiska Krakowskiej AGH wybudowano podesty oraz tablice informacyjne. Jest to mofeta im. prof. Henryka Świdzińskiego.